# Wresat
Wresat (Abkürzung für: Weapons Research Establishment Satellite) ist die Bezeichnung des ersten australischen Satelliten. Er wurde am 29. November 1967 mit einer modifizierten amerikanischen Rakete vom Typ Redstone vom Weltraumbahnhof Woomera gestartet.
Wresat wog 45 Kilogramm und hatte die Form eines Kegels mit einer Länge von 1,59 Metern und einem Basisdurchmesser von 0,76 Metern. Er blieb mit der dritten Raketenstufe verbunden und besaß mit ihr eine Gesamtlänge von 2,17 Metern. Wresat umkreiste die Erde auf einer fast polaren Bahn, bis er nach 642 Erdumläufen am 10. Januar 1968 über den Atlantik in der Erdatmosphäre verglühte. Der batteriebetriebene Satellit sendete während 73 Erdumkreisungen Daten.